# North Barrackpur
North Barrackpur é uma cidade e um município no distrito de North 24 Parganas, no estado indiano de Bengala Ocidental.

## Demografia
Segundo o censo de 2001, North Barrackpur tinha uma população de 123 523 habitantes. Os indivíduos do sexo masculino constituem 52% da população e os do sexo feminino 48%. North Barrackpur tem uma taxa de literacia de 84%, superior à média nacional de 59,5%: a literacia no sexo masculino é de 87% e no sexo feminino é de 81%. Em North Barrackpur, 7% da população está abaixo dos 6 anos de idade.